# Sosnova, Pereiaslav-Hmelnițki
Sosnova (în ucraineană Соснова) este o comună în raionul Pereiaslav-Hmelnițki, regiunea Kiev, Ucraina, formată numai din satul de reședință.

## Demografie
Componența lingvistică a comunei Sosnova
     Ucraineană (98,55%)
     Rusă (1,21%)
     Alte limbi (0,24%)
Conform recensământului din 2001, majoritatea populației comunei Sosnova era vorbitoare de ucraineană (98,55%), existând în minoritate și vorbitori de rusă (1,21%).